# ソ連邦科学アカデミー
ソ連邦科学アカデミー（ソれんぽうかがくアカデミー、ロシア語: Акаде́мия нау́к СССР）は、かつてソビエト連邦に存在した学術機関。1925年にロシア科学アカデミー(1917年)を改称する形で成立し、ソ連の最高学術機関として君臨し続けたが、ソ連崩壊と同時に機関の大部分をロシア科学アカデミーが継承する形で消滅した。

## 歴代総裁
| 名前                         | 就任年 | 退任年 | 備考         |
| ---------------------------- | ------ | ------ | ------------ |
| アレクサンドル・カルピンスキ | 1917年 | 1936年 | 在任中に死亡 |
| ウラジーミル・コマロフ       | 1936年 | 1945年 | 在任中に死亡 |
| セルゲイ・ヴァヴィロフ       | 1945年 | 1951年 | 在任中に死亡 |
| アレクサンドル・ネスメャノフ | 1951年 | 1961年 |              |
| ムスチスラフ・ケルディシュ   | 1961年 | 1975年 |              |
| アナトリー・アレクサンドロフ | 1975年 | 1986年 |              |
| グリー・マルチュク           | 1986年 | 1991年 |              |

## 年表
- 1925年　ソ連邦科学アカデミーに改称
- 1934年　本部をレニングラードからモスクワに移動
- 1991年　消滅